# Massimo Bertolini
Massimo Bertolini (Verona, 30 maggio 1974) è un ex tennista italiano.

## Carriera
Diventato professionista nel 1993 si è specializzato nel doppio dove ha vinto due tornei insieme a Simon Aspelin.
In carriera ha raggiunto per due volte i quarti di finale nei tornei di doppio del Grande Slam, nel 2001 agli US Open e nel 2003 all'Open di Francia.

Nel maggio 2004 ha raggiunto la sua migliore posizione in classifica con il 36º posto nella classifica di doppio ATP.

## Statistiche

### Doppio

#### Vittorie (2)
| Legenda                     |
| Grande Slam (0)             |
| Tennis Masters Cup (0)      |
| ATP Masters Series (0)      |
| ATP Championship Series (0) |
| ATP Tour (2)                |

| Titoli per superficie |
| Cemento (0)           |
| Terra rossa (2)       |
| Erba (0)              |
| Sintetico (0)         |

| N° | Data           | Torneo                                        | Superficie  | Compagno      | Avversari in finale            | Punteggio        |
| 1. | 18 maggio 2003 | Hypo Group Tennis International, Sankt Pölten | Terra rossa | Simon Aspelin | Sargis Sargsian Nenad Zimonjić | 6–4, 6(8)–7, 6–3 |
| 2. | 7 luglio 2003  | Swedish Open, Båstad                          | Terra rossa | Simon Aspelin | Lucas Arnold Ker Mariano Hood  | 6(3)–7, 6–0, 6–4 |